# رود وسلیانا
رود وسلیانا (انگلیسی: Veslyana) یک رودخانه در سرزمین پرم کشور روسیه است.